# Excelsior Springs (Misuri)
Excelsior Springs es una ciudad ubicada en el condado de Clay en el estado estadounidense de Misuri. En el Censo de 2010 tenía una población de 11 084 habitantes y una densidad poblacional de 409,76 personas por km².

## Geografía
Excelsior Springs se encuentra ubicada en las coordenadas 39°20′25″N 94°14′18″O / 39.34028, -94.23833. Según la Oficina del Censo de los Estados Unidos, Excelsior Springs tiene una superficie total de 27.05 km², de la cual 27 km² corresponden a tierra firme y (0.18%) 0.05 km² es agua.

## Demografía
Según el censo de 2010, había 11084 personas residiendo en Excelsior Springs. La densidad de población era de 409,76 hab./km². De los 11084 habitantes, Excelsior Springs estaba compuesto por el 92.63% blancos, el 2.82% eran afroamericanos, el 0.75% eran amerindios, el 0.48% eran asiáticos, el 0.12% eran isleños del Pacífico, el 0.84% eran de otras razas y el 2.36% pertenecían a dos o más razas. Del total de la población el 3.33% eran hispanos o latinos de cualquier raza.